# Iglesia de San Mauro y San Francisco
La Iglesia de San Mauro y San Francisco de Alcoy (Alicante, Comunidad Valenciana, España) está ubicada en la plaza Ramón y Cajal número 6.
De línea clasicista, sustituyó a la primitiva iglesia, de estilo barroco valenciano. En su interior se pueden admirar algunos lienzos del pintor alcoyano Fernando Cabrera Cantó
Fue saqueada e incendiada el 1 de abril de 1936 al igual que las iglesias alcoyanas de Santa María y San Agustín. Posteriormente sería derribada durante la guerra civil española.
Es un templo reedificado a partir del año 1942 según proyecto del arquitecto alcoyano César Cort Botí, aunque será el arquitecto Joaquín Aracil Aznar quien adaptará el proyecto inicial y quien dirigió las obras desde el año 1943 hasta la finalización de las obras en 1955. Fue inaugurada en abril de 1956.
En diciembre de 2020, y con motivo de las celebraciones del IV Centenario de la elección de San Mauro como Patrón de Alcoy, se bendicen e inauguran las esculturas de los Santos titulares de la parroquia en las hornacinas de su fachada principal. Estas imágenes no fueron realizadas en su momento, siendo posible su ejecución gracias a un convenio firmado entre la Asociación de San Mauro y el Excmo. Ayuntamiento de Alcoy. El autor de las mismas es el escultor onubense Martín Lagares, y Monseñor José Vilaplana Blasco las bendice el domingo 6 de diciembre, fiesta conmemorativa del Patrón de Alcoy San Mauro.

## Museo
En el museo parroquial, que se encuentra junto a la iglesia, se custodia una importante colección de arte religioso, entre la que destacan varias obras pictóricas, los ornamentos litúrgicos y otras imágenes y objetos relacionados con el culto.